# Giving the Devil His Due
Giving the Devil His Due es un álbum compilatorio de la banda de nu metal, Coal Chamber lanzado en el 2003.
El álbum consta de remixes, canciones no lanzadas, lados-B y demos de 1994 y 1995 que la banda envió a la productora Roadrunner Records para conseguir un contrato. Todas estas canciones fueron producidas por los miembros pasados de la banda, pero la creación de este álbum fue producida solamente por Dez Fafara, que luego creó la banda Devildriver.

## Lista de canciones
1. "Headstones and the Walking Dead"
(Compuesto durante la grabación del álbum Coal Chamber)
2. "Big Truck" (Hand-On-Wheel Mix)
(Aparece en el Digipack del álbum Coal Chamber)
3. "Pig" (Original Version)
(Fue grabado un mes antes de la grabación del primer álbum Coal Chamber, es un "Test-Track" producido por Jay Gordon, también aparece en el Digipack de Coal Chamber)
4. "Bradley" (Going Postal Mix)
(Aparece en el Digipack del álbum Coal Chamber)
5. "Sway" (Hypno-Submissive Mix)
(Es un Lado-B de el single Europeo "Loco")
6. "Not Living" (Original Version)
(Grabado entre la creación de Coal Chamber y Chamber Music)
7. "Blisters"
(Grabado entre la creación de Coal Chamber y Chamber Music, también es un Lado-B de el single Europeo "Loco" y además aparece en la banda sonora de la película La Novia de Chucky)
8. "El Cu Cuy" (Man-to-Monster Mix)
(Es un Lado-B de el single Europeo "Shock The Monkey")
9. "Wishes"
(Aparece en el Digipack del álbum Chamber Music)
10. "Apparition"
(Fue un tipo de Interludio, Aparece en el Digipack del álbum Chamber Music)
11. "Anxiety"
(Aparece en la Edición Limitada del álbum Dark Days)
12. "Save Yourself"
(Aparece en la Edición Limitada del álbum Dark Days)
13. "One Step" (Chop Shop Mix)
(Aparece en la Edición Limitada del álbum Dark Days)
14. "Big Truck" (Live)
15. "I" (Demo)
(2ª Demo de la banda enviada a Roadrunner Records en junio de 1995)
16. "Oddity" (Demo)
(2ª Demo de la banda enviada a Roadrunner Records en junio de 1995)
17. "Sway" (Demo)
(3ª Demo de la banda enviada a Roadrunner Records en julio de 1995)
18. "Unspoiled" (Demo)
(3ª Demo de la banda enviada a Roadrunner Records en julio de 1995)
19. "Loco" (Demo)
(1ª Demo de la banda enviada a Roadrunner Records en agosto de 1994)
20. "Babbit" (Demo)
(1ª Demo de la banda enviada a Roadrunner Records en agosto de 1994)

* También en Internet se conoce una versión del álbum con la canción "Shock The Monkey (Gorrilla Remix)"

## Integrantes
- B. Dez Fafara - Voz
- Meegs Rascon - Guitarra, voz secundaria
- Rayna Foss-Rose - Bajo
- Nadja Peulen - Bajo
- Mike "Bug" Cox - Batería

- Datos: Q1939402